# Nathalie Yamb
Nathalie Yamb, née le 22 juillet 1969 à La Chaux-de-Fonds en Suisse, est une militante politique panafricaine pro-russe, influenceuse, et vidéaste web helvético-camerounaise.

## Biographie

### Enfance et débuts
Nathalie Yamb est née le 22 juillet 1969, à La Chaux-de-Fonds en Suisse, d'un père camerounais et d'une mère suisse. Son père est menuisier et sa mère couturière. Elle grandit à Gränichen jusqu'en 1977 lorsque ses parents quittent la Suisse pour s'installer au Cameroun avec elle et son frère aîné.
Elle a fait des études de sciences politiques, journalisme et communication en Allemagne et diplômée en sciences politiques et en journalisme.

## Carrière
Elle commence sa carrière en 1992 dans l’industrie télévisuelle en Allemagne. 
En 2007, elle s'installe en Côte d'Ivoire pour occuper le poste de directrice générale des ressources humaines pour la filiale locale de l’opérateur de télécommunications MTN.
De 2009 à 2014, elle supervise le développement de compétences de l’opérateur télécom en Afrique de l'Ouest et en Afrique centrale. Plus tard, 

### Militantisme
Elle devient la porte-parole de l’ancien chef d’État ghanéen Jerry Rawlings[Quand ?], puis conseillère exécutive de la mairie d’Azaguié en Côte d’Ivoire[Quand ?].
À son arrivée en Côte d'Ivoire[Quand ?], elle s'engage en politique aux côtés de Mamadou Koulibaly, chef du parti Lider.
En 2011, elle œuvre à ses côtés et prend sa défense quand ce dernier est accusé de dissidence[réf. nécessaire] par le président Laurent Gbagbo. Le blog de Saoti, sa création, est un instrument de dénonciation des actions du gouvernement de Alassane Ouattara et promeut l’autodétermination africaine lors du Sommet Russie-Afrique, l’activiste parle d’identité africaine et remet en cause le rôle joué par la France sur le continent.
Elle est membre du parti politique ivoirien Liberté et démocratie pour la République, mais est expulsée de la Côte d'Ivoire par le président Alassane Dramane Ouattara, qui l'accuse alors de mener des activités incompatibles avec l’intérêt national[Lesquelles ?]et selon le président de son parti : « Ils l'ont mise dans l'avion pour Zurich avec un changement à Paris. On lui reproche une activité incompatible avec l'intérêt de l'État ».
Cependant, elle reste très active sur les réseaux sociaux, tenant des propos toujours aussi virulents contre le gouvernement Ouattara et la politique française en Afrique. En février 2020, la militante déplore le silence de l’Union africaine par rapport aux thématiques qu’elle aborde.

## Controverses

### Fraude
En 2021, Nathalie Yamb participe, en tant que Leader, à des évènements promotionnels en faveur d'un programme d'investissement à haut rendement connu sous le nom de Liyeplimal. 
La participation de Nathalie Yamb à ces évènements a lieu à une époque à laquelle le Liyeplimal et sa société gérante, Global Investment Trading, sont déjà sommés de cesser leurs activités jugées frauduleuses par les gendarmes financiers de plusieurs pays, dont la COSUMAF en Afrique centrale et la CREPMF en Côte d'Ivoire.
En 2021, l’affaire des « Pandora Papers » révèle qu’elle était propriétaire d’une société écran, Hutchinson Hastings & Partners LLC, immatriculée dans l’État du Delaware.

### Homophobie
En juin 2023, elle apporte son soutien à l'Ouganda, après la promulgation dans le pays d'une loi pénalisant l'homosexualité. Par la même occasion, elle se moque ouvertement de la communauté LGBT+ sur ses réseaux sociaux.

### Influenceuse pro-Poutine
Ses prises de positions lui valent d’être considérée comme un relais d'opinion de la Russie sur le continent africain,.
En 2021-2022, son militantisme l'engage dans une voie anti-occidentale, dénonçant notamment le « néocolonialisme français », aux côtés de Kémi Séba et Franklin Nyamsi. Parallèlement, elle soutient la ligne russe sur le conflit en Ukraine et est considérée par ses opposants et par le département d'État des États-Unis comme liée au groupe Wagner. Elle est aussi accusée d'être un élément de la propagande russe en Afrique.
Le 4 novembre 2022, le département d'État des États-Unis avance des liens entre elle et Evgueni Prigojine, le fondateur du groupe Wagner.
Elle est connue sur les réseaux sociaux sous le pseudonyme La Dame de Sochi et exerce son militantisme aussi au travers des réseaux sociaux. Elle compte ainsi 384 000 abonnés sur Twitter et 317 000 sur YouTube en janvier 2023. Son militantisme anti-français lui vaut en janvier 2022 d'être considérée comme persona non grata et interdite d’entrée et de séjour sur le territoire français, décision rendue publique en janvier 2022. L'arrêté, pris par Gérald Darmanin, indique qu’« au regard à la haine profonde qu’elle entretient à l’égard de la France qu’elle exprime très régulièrement par des propos virulents diffusés et relayés via des services de communication au public en ligne qui bénéficient d’une large audience, il est à craindre que sa présence en France provoque de graves troubles à l’ordre public ».
En 2023, elle dénonce des menaces anonymes mais qu'elle attribue aux « services secrets français, sans aucun doute » et qu'elle affirme recevoir à Zoug, en Suisse, où elle réside. Dans l'entretien qu'elle accorde à la RTS, elle dit aussi qu'elle est tout à fait prête à être rétribuée par Prigojine ou Poutine et que, sur ces sujets, elle « n'a aucun état d'âme ». Dans une de ses vidéos à la RTS, l'influenceuse déclare : « Chaque soldat français qui tombe en Afrique, c'est un ennemi qui tombe ».
Le 27 juin 2025, le Conseil de l'Union européenne publie une résolution visant plusieurs personnalités pro-russes. Nathalie Yamb est interdite d'entrée sur le territoire de l'Union européenne et ses avoirs sont gelés. Elle est soupçonnée d'entretenir des liens étroits avec le Groupe Wagner. 

## Vie privée
Elle a un fils nommé Malik Stéphane Yamb, né le 4 juin 1999. Elle le nomme ainsi en l'honneur de Malcolm X et de Steve Biko.
Nathalie Yamb aurait menacé Nana Rawlings, la veuve de Jerry Rawlings, qui serait le père de son fils, d'effectuer des tests ADN sur son fils afin de pouvoir assister aux funérailles nationales et d'hériter d'une partie de l'héritage de l'ex-président ghanéen,.

## Distinction
- 2023 : Chevalière de l'ordre des palmes académiques du Niger[21],[22].
- 2025: Chevalier de l’ordre de l’Étalon du Burkina Faso[23].